# مستشفى الملك خالد (الخرج)
مستشفى الملك خالد ومركز الأمير سلطان للخدمات الصحية هو مستشفى حكومي سعودي يقع في محافظة الخرج. افتتح في عام 1963م.

## تاريخه
افتتح في 18 أكتوبر 1963م الموافق 30 جمادى الأولى 1383 هـ وكانت سعته السريرية 100 سرير. ومع عمليات التوسعة المتتالية فهو الآن يسع 246 سريرًا.